# 霊山駅
霊山駅（りょうぜんえき）は、中華人民共和国江蘇省南京市江寧区にある、南京地下鉄の駅である。4号線と8号線が乗り入れ、両路線の接続駅となっている。

## 歴史
- 2017年1月18日4号線の駅として開業。

## 駅構造
地下3層構造の駅である。

### のりば
| 番線 | 路線            | 方面                                | 行先         |
| ---- | --------------- | ----------------------------------- | ------------ |
|      | 南京地下鉄4号線 | 聚宝山・鶏鳴寺・草場門・珍珠泉 方面 | 余家営 行き  |
|      | 南京地下鉄4号線 | 東流・仙林湖 方面                   | 華僑城東行き |
|      | 南京地下鉄8号線 |                                     | 行き         |
|      | 南京地下鉄8号線 | 行き                                |              |

## 隣の駅
南京地下鉄
■4号線
匯通路駅- 霊山駅- 東流駅